# Grove Bush (Nouvelle-Zélande)
Grove Bush  est une petite localité de la région du Southland dans l’Île du Sud de la Nouvelle-Zélande.

## Situation
Grove Bush est située sur les berges de la rivière Makarewa dans la  plaine du Southland (en) près du pied de la  chaîne des Hokonui Hills (en).
La  cité la plus  proche est la ville d’Invercargill, qui est approximativement à 20 km au sud-ouest. D’autres petites localités sont proches, Mabel Bush est juste à l’est alors que Springhills et Hedgehope sont au nord et Rakahouka est au sud.

## Caractéristiques
La principale caractéristique de ce  village est son hall communal.  

## Activités économiques
Il est situé dans une zone rurale de terrain agricole fertile.